# Душан Попович (футболіст)
Душан Попович (серб. Душан Поповић/Dušan Popović, нар. 20 квітня 1981, Неготин) — сербський футболіст, який грав на позиції нападника. Відомий за виступами у низці сербських та зарубіжних клубів. В Україні відомий виступами за клуби «Волинь» у вищій лізі.

## Клубна кар'єра
Народився Душан Попович у місті Неготин, а розпочав виступи на футбольних полях у клубі «Напредак» із Крушеваца. Пізніше футболіст грав у нижчоліговому клубі «Тимок», який на початку 2004 року віддав футболіста в оренду до австрійського клубу «Адміра-Ваккер». Проте в цій команді Попович грав лише за дублюючий склад, і з початку сезону 2004—2005 футболіст став гравцем клубу вищої української ліги «Волинь» з Луцька. Проте в команді Попович зіграв лише 1 матч у основному складі, і повернувся до «Тимока», де грав до 2008 року. У 2008 році Душан Попович грав за боснійський клуб «Модрича Максима», а на початку 2009 року зіграв 1 матч за румунський клуб «Дробета-Турну-Северин». З 2009 до 2012 року футболіст грав за албанський клуб місцевої суперліги «Бюліс», а в 2012 році став гравцем іншого албанського клубу «Аполонія». У 2015 році Душан Попович став гравцем клубу «Мілтон СК», який виступає у невизнаній ФІФА Канадській футбольній лізі.